# خوان فرنانديز دي ألاركون
خوان فرنانديز دي ألاركون (بالإنجليزية: Juan Fernández de Alarcon)‏ مواليد 13 ديسمبر 1956 في سانتو دومينغو، هو ممثل أمريكي بدأ مسيرته الفنية سنة 1972.

## الأعمال
- النسر الحديدي 3 (1992)
- قرار إداري (1996)
- مان أبارت (2003)
- في الجحيم (2003)
- ذا كوليكتور (2009)

## روابط خارجية
- خوان فرنانديز دي ألاركون على موقع IMDb (الإنجليزية)
- خوان فرنانديز دي ألاركون على موقع ألو سيني (الفرنسية)
- خوان فرنانديز دي ألاركون على موقع أول موفي (الإنجليزية)
- خوان فرنانديز دي ألاركون على موقع قاعدة بيانات الأفلام السويدية (السويدية)
- خوان فرنانديز دي ألاركون على موقع قاعدة بيانات الفيلم (الإنجليزية)
- خوان فرنانديز دي ألاركون على موقع كينوبويسك (الروسية)